# Plectophanes archeyi
Plectophanes archeyi är en spindelart som beskrevs av Forster 1964. Plectophanes archeyi ingår i släktet Plectophanes och familjen Cycloctenidae. Inga underarter finns listade i Catalogue of Life.